# 完全結晶
完全結晶（かんぜんけっしょう、英語: Perfect crystal ）とは、格子欠陥や不純物のない完全な結晶のこと。
現実の結晶では、格子欠陥や不純物を完全に排除することは不可能である。例えば、格子欠陥の一つである点欠陥は、ある程度の数が存在する方が熱力学的に安定となるため、その数をゼロにする事は事実上不可能である。これに加え、実際の結晶には必ず端（結晶表面）が存在する。この様な理由から、実在の結晶では理想的状況（完全結晶）は存在しない。しかし、格子欠陥の一つである線欠陥（転位）はその数を減らすことが可能であり、実際に半導体製造に用いられるシリコンウェハーはCZ法で作られ、転位のほぼ存在しない結晶が工業的にも得られている。